# Mausoleo Ak-Saray
Il mausoleo Ak-Saray è un mausoleo musulmano del XV secolo di Samarcanda, in Uzbekistan. 
Al suo interno sono presenti delle decorazioni in maiolica restaurate nel 2008.